# Simon Tøgern
Simon Tøgern (født 21. september 1958) er siden november 2011 sektorformand for HK Privat. Fra maj 2023 Seniorkonsulent i HK Privat. 
Medlem af HK’s hovedbestyrelse og forretningsudvalg. Tillidsposter i Fagbevægelsens Hovedorganisation, CO-industri, BAT, GIMK, DMJX og KEA.
Formand, HK/it, medie & industri, Nov 2001 - Nov 2011,
Faglig sekretær, HK/København, afdeling 5, Jan 2000 - Nov 2001 · 1 yr 11 mos. (Faglig sekretær med særligt fokus på det grafisk funktionær- og timelønsområde - overenskomstmæssigt og uddanelsesmæssigt)
Kredssekretær, Grafisk Forbund, kreds 1, Jan 1995 - Dec 1999 · 5 yrs, Valgt kredssekretær (faglig sekretær).

## Erhverv
Reprokopist, Diverse grafiske arbejdspladser, 1983 - Dec 1994 · 12 yrs
En række - mindst otte - grafiske arbejdspladser i Københavnsområdet, her under en række tillidshverv på arbejdspladser og i først Dansk Litografisk Forbund og siden Grafisk Forbund.

## Uddannelse
Faglært litograf, EUD - reprokopist, reprokopist (litograf), 1979 - 1983, Københavns Tekniske Skole - grafisk afdeling

## Aktiviteter og samfund
Bestyrelsesmedlem og senere formand for Litografernes Lærlingeforening.
Faglig Ungdoms forretningsudvalg.
Formand for SFU, SF's Ungdom, 1978-1979 i formandskab med Jørn Jespersen og Mette W. Johansson.[kilde mangler]
Medlem af SFU’s landsledelse 1976-81. Kilde: Senior-Aktivisten 2022, årgangsmagasin for SFU Old Boys & Girls. 